# Scoglio Tontonara
Lo scoglio Tontonara è uno scoglio dell'Italia, in Liguria.
Si tratta di una protuberanza rocciosa situata nei pressi di Laigueglia.